# 마음의 모듈성
마음의 모듈성(Modularity of mind)은 마음이 적어도 부분적으로는 뚜렷하고 확립되었으며 진화적으로 발전된 기능을 가진 타고난 신경 구조 또는 정신 모듈로 구성될 수 있다는 개념이다. 그러나 "모듈"에 대한 다른 정의는 다른 저자에 의해 제안되었다. 마음의 모듈성(Modularity of Mind)의 저자인 제리 포더에 따르면 시스템의 기능이 어느 정도 여러 차원이나 단위로 구성되어 있는 경우 시스템은 '모듈형'으로 간주될 수 있다. 마음 속 모듈성의 한 가지 예는 구속력이다. 사람이 사물을 인식할 때 사물의 특징뿐만 아니라 전체를 생성하는 동시에 또는 독립적으로 작동할 수 있는 통합된 특징도 받아들인다. 단순히 빨간색, 원형, 플라스틱 및 움직이는 것을 보는 대신 피험자는 굴러가는 빨간색 공을 경험할 수 있다. 바인딩(binding)은 하나의 것을 인식하는 데 여러 인지 과정이 필요하기 때문에 마음이 모듈화되어 있음을 시사할 수 있다.

## 같이 보기
- 자동적 사고
- 제리 포더
- 모듈성
- 신경가소성